# Jože Kolenc
Jože Kolenc, slovenski policist, * 1956.
Bil je poveljnik Specialne enote Ministrstva za notranje zadeve med letoma 1994 in 1997.
Kolenc je bil med najpomembnejšimi akterji MSNZ-ja (Manevrska Struktura Narodne Zaščite) na zgodovinskem sestanku na Pristavi 7. septembra 1990. Tam je skupaj s Krkovičem, Janezom Janšo, Vinkom Beznikom ter Igorjem Bavčarjem analiziral situacijo in dotakratne ukrepe ter skupaj z ostalimi dorekel globalni načrt delovanja narodne zaščite, v katerega je bila kot neločljivi del vključena tudi slovenska policija. Tone Krkovič je kot načelnik MSNZ po tem sestanku z nekaterimi sodelavci izdelal potrebne dokumente in delovne karte. Osnovni vojni načrt narodne zaščite je bil preprost in logičen. V primeru oboroženega posega JLA bi morala Narodna Zaščita zavarovati ključne objekte, hkrati pa s hitrimi napadi na skladišča orožja in vojaške opreme zagotoviti možnosti za vpoklic popolnih formacij Teritorialne obrambe. Izdelani so bili podrobni načrti za posamezna skladišča in druge objekte. V svojih osnovnih zamislih so se ti načrti ob  agresiji JLA junija 1991 potrdili tudi v praksi.

## Strelsko Društvo Grosuplje
Jože Kolenc je glavni trener Strelskega Društva Grosuplje, enega najuspešnejših strelskih društev v Sloveniji.

## Odlikovanja in nagrade
Leta 1993 je prejel častni znak svobode Republike Slovenije z naslednjo utemeljitvijo: »za izjemne zasluge pri obrambi svobode in uveljavljanju suverenosti Republike Slovenije«.